# Galáxia Anã de Aquário
A Galáxia Anã de Aquário é uma galáxia anã irregular que está localizada na constelação de Aquarius. Foi catalogada pela primeira vez com o número DDO 210. Como característica distintiva cabe ressaltar que é uma das poucas galáxias que apresentam um desvio para o azul, aproximando-se da Via Láctea a 137 km/s. Embora ainda haja dúvidas sobre isso, geralmente se considera pertencente ao Grupo Local.